# Distretto di Villa María del Triunfo
Il distretto di Villa María del Triunfo (spagnolo: Distrito de Villa María del Triunfo) è un distretto del Perù che appartiene geograficamente e politicamente alla provincia e dipartimento di Lima.